# Bribón
El Bribón és un iot de regates de l'armador català Josep Cusí.
El primer Bribón navegà el 1971, mentre que el príncep Joan Carles d'Espanya s'uní a la tripulació l'any 1972 en el Bribón II.
La darrera unitat botada és el Bribón XIV, un monobuc botat al maig de 2007, de 15,85 m d'eslora de la classe Transpac 52 construït per l'astiller King Marine d'Alginet i que competeix representant al Reial Club Nàutic de Barcelona
Entre la seva tripulació, que ha guanyat cinc copes del rei de vela amb els diferents vaixells amb el nom Bribón sol comptar amb el rei Joan Carles I d'Espanya a la canya, així com els tripulants Marcel Van Triest, Antonio Cuerva, Gabriel de Llano, Pablo Arrarte, Romain Trouble, Fabrice Blondel, Pablo Braquehais i Alberto Viejo.

## Palmarès
- Copa del Rei de vela del 1994 (Bribon IV)
- Copa del Rei de vela del 1985 (Bribon V)
- Copa del Rei de vela del 1993, divisió IOR (Bribon VIII)
- Copa del Rei de vela del 1994, divisió IMS Regata (Bribon IX)
- Copa del Rei de vela del 2000, Grup A
- La Sardinia Cup de 2000, en representació del R.C.N. Sanxenxo[3]